# Ходанович, Лев Сергеевич
Лев Серге́евич Ходано́вич (бел. Леў Сяргеевіч Хадановіч; 15 ноября 1923, Струмень, Гомельская губерния — 30 июля 2007, Пинск, Брестская область) — участник Великой Отечественной войны, полный кавалер ордена Славы, старшина, помощник командира взвода пешей разведки 718-го стрелкового полка 139-й стрелковой дивизии 49-й армии 2-го Белорусского фронта.

## Биография
Родился 15 ноября 1923 года в деревне Струмень в семье служащего. Белорус. Окончил 9 классов.
В Красной армии и на фронте в Великую Отечественную войну с сентября 1941 года в составе 45-го стрелкового полка.
С мая 1942 года по октябрь 1943 года был партизаном-подрывником партизанского отряда имени Ворошилова 1-й Гомельской партизанской бригады.
Вновь в действующей армии с декабря 1943 года.
Разведчик 718-го стрелкового полка (139-я стрелковая дивизия, 49-я армия, 2-й Белорусский фронт) сержант Xоданович в ночь на 23 июля 1944 года, находясь в разведке в районе населённого пункта Коробчице (юго-западнее города Гродно), уничтожил 2-х корректировщиков и добыл ценные сведения о дислокации войск противника. Приказом командира 139-й стрелковой дивизии № 030 от 19 августа 1944 года награждён орденом Славы III степени.
В ночь на 1 декабря 1944 года помощник командира взвода пешей разведки старший сержант Xоданович, преодолев водный рубеж в районе населённого пункта Монтвица (северо-западнее города Ломжа, Польша), умело действовал в составе взвода при подавлении пулемётной точки и захвате двух «языков». Приказом № 157 по 49-й армии от 23 декабря 1944 года старший сержант Xоданович Лев Сергеевич был награждён орденом Славы II степени.
Помощник командира взвода пешей разведки старшина Xоданович 13 февраля 1945 года в бою близ населённого пункта Славно (западнее города Остроленка, Польша) во главе группы разведчиков проник в расположение неприятеля и захватил «языка», а также добыл ценные сведения о переднем крае обороны противника. Указом Президиума Верховного Совета СССР от 29 июня 1945 года старшина Ходанович Лев Сергеевич награждён орденом Славы I степени.
27 марта 1945 года взял в плен 35 солдат противника. Представлялся к званию «Герой Советского Союза», но приказом по 49-й армии № 086 от 31 мая 1945 года был награждён орденом Красного Знамени.
В 1948 году демобилизован. Окончил Гомельский речной техникум, работал старшим диспетчером Днепро-Бугского технического участка. Жил в городе Пинск Брестской области.
Член КПСС с 1952 года. Участник парадов Победы 1945, 1985 и 1990 годов.
Умер 30 июля 2007 года. Похоронен в Пинске.

## Награды
- Орден Красного Знамени (31.05.1945)
- Орден Отечественной войны I степени (06.04.1985)
- Орден Отечественной войны II степени (02.05.1945)
- Два ордена Красной Звезды (1943, 21.09.1944)
- 15 апреля 1999 года Указом Президента Республики Беларусь награждён Орденом «За службу Родине» III степени[2]
- Орден Славы I степени № 1737 (29.06.1945)
- Орден Славы II степени № 10725 (23.12.1944)
- Орден Славы III степени № 106451 (19.08.1944)

- Медали, в том числе:
  - «За отвагу» (19.7.1944)
  - «Жукова»
  - «В ознаменование 100-летия со дня рождения Владимира Ильича Ленина»
  - «За победу над Германией»
  - «20 лет Победы в Великой Отечественной войне 1941—1945 гг.»
  - «30 лет Победы в Великой Отечественной войне 1941—1945 гг.»
  - «40 лет Победы в Великой Отечественной войне 1941—1945 гг.»
  - «50 лет Победы в Великой Отечественной войне 1941—1945 гг.»
  - «60 лет Победы в Великой Отечественной войне 1941—1945 гг.»
  - «За взятие Кёнигсберга»
  - «Ветеран труда»
  - «30 лет Советской Армии и Флота»
  - «50 лет Вооружённых Сил СССР»
  - «60 лет Вооружённых Сил СССР»
  - «70 лет Вооружённых Сил СССР»

## Память
- В честь Л. С. Ходановича в Пинске названа улица.
- Имя Л. С. Ходановича присвоено средней школе в агрогородке Хизов Кормянского района Гомельской области[3]. Одна из экспозиций в школьном музее посвящена Л. С. Ходановичу. На здании школы установлена мемориальная доска в честь Л. С. Ходановича (29.05.2021).